# Santa Cruz del Islote
Santa Cruz del Islote (Tiếng Anh: Santa Cruz Islet) là một đảo nằm ngoài khơi bờ biển Colombia. Hòn đảo này là một phần của Quần đảo San Bernardo. Sự đối lập giữa dân số và diện tích của đảo khiến nó trở thành hòn đảo có mật độ dân số cao nhất thế giới.

## Địa lý
Có thể di chuyển đến đảo bằng chuyến phà đi từ cảng Tolu. Cư dân ở đây phải tận dụng các hòn đảo lân cận làm nghĩa trang và khu vui chơi, và họ làm việc trên đất liền thay vì ở đảo. Học sinh cũng phải đi học trong đất liền. Khách sạn Mucura Island là nguồn cung công việc chính cho cư dân nơi đây.

Bản đồ Quần đảo San Bernardo. Santa Cruz del Islote nằm ở phía trên bên trái bản đồ.

## Lịch sử
Hòn đảo không có người ở cho đến những năm 1860, khi ngư dân làm việc quanh đảo từ Cartagena và Tolú, Colombia bắt đầu định cư trên đảo trú bão và nghỉ ngơi. Những người định cư đầu tiên trên đảo đã thu thập vật liệu xây dựng từ biển để tiếp tục xây dựng hòn đảo, bao gồm "vỏ ốc, thân cây dừa, thân cây từ các đảo lân cận, cát và thậm chí cả rác"". Những người định cư bị thu hút bởi hòn đảo không chỉ vì lượng cá dồi dào do hòn đảo được bao quanh bởi san hô, mà còn vì không có muỗi sinh sống trên đó. Người dân địa phương trên đảo cho rằng việc không có muỗi là do thiếu bãi biển và rừng ngập mặn trên đảo.
Theo nhiếp ảnh gia Charlie Cordero, "Một ngày nọ, thủy triều mang theo một cây thánh giá bằng xi măng (thánh giá trong tiếng Tây Ban Nha là 'cruz'). Những người định cư đầu tiên đã nhặt nó lên và đặt nó ở trung tâm hòn đảo. [Lúc đó hòn đảo] không có tên, nhưng từ ngày đó nó được gọi là Santa Cruz del Islote."